# Pieni Paljärvi
Pieni Paljärvi är en sjö i kommunen Ruokolax i landskapet Södra Karelen i Finland. Sjön ligger 101,4 meter över havet. Den är 13,64 meter djup. Arean är 71 hektar och strandlinjen är 8,41 kilometer lång. Sjön  ingår i Vuoksens huvudavrinningsområde.   Den ligger omkring 51 km nordöst om Villmanstrand och omkring 250 km nordöst om Helsingfors. 